# Rudolf Maria Holzapfel
Rudolf Maria Holzapfel (* 26. April 1874 in Krakau, damals Königreich Galizien und Lodomerien, Österreich-Ungarn; † 8. Februar 1930 in Muri bei Bern) war ein österreichischer Psychologe und Philosoph.

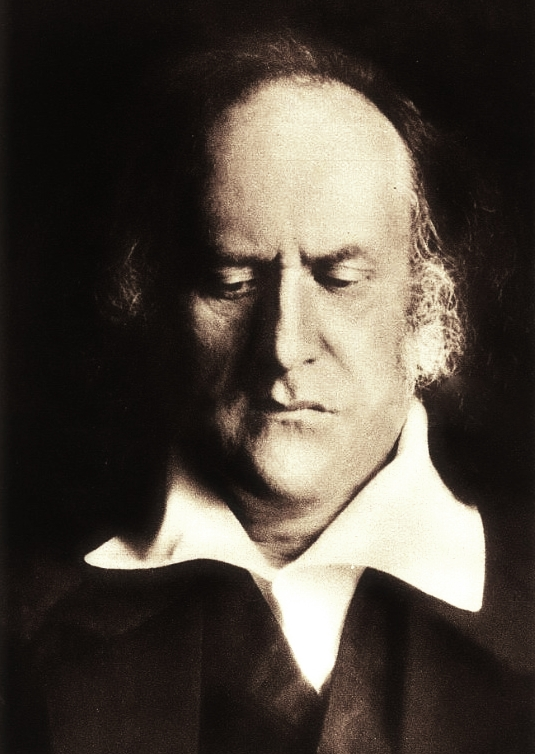
Rudolf Maria Holzapfel

## Leben
Holzapfel wuchs als Sohn eines Arztes und Freidenkers jüdischer Abstammung in Krakau auf. Nach dem frühen Tod des Vaters musste er mit Verwandten nach Kapstadt auswandern. Nach längerer Tätigkeit als Schriftsetzer in London reiste er nach Zürich, wo er bei Richard Avenarius bis 1896 studierte. Von 1898 bis 1901 verfasste er in Cherson, Südrussland, eine erste Fassung seines Hauptwerks Panideal. Dann setzte er seine Studien in Bern fort, wo er 1903 bei Ludwig Stein (1859–1930) promovierte. Er versuchte mit seinem Werk eine umfassende Weltanschauung, den sogenannten „Panidealismus“, darzustellen. Er betonte die Prägung des Menschen durch seine soziale Umwelt, seine ihn „umgebende Gemeinschaft“ und seine Einbindung in den „interindividuellen Verkehr“.
1903 heiratete er die Wiener Bildhauerin Bettina Gomperz. Nach gemeinsamen Reisen nach Frankreich und Italien lebte die Familie zwischen 1908 und 1913 in Niederösterreich. Nach Ausbruch des Ersten Weltkrieges zog sie in die Schweiz. Sie hatten zwei Töchter.
Zu seinem Gedenken erbaute die Internationale panidealistische Vereinigung nach den Plänen seiner Witwe im Wäldchen Mettlenhölzli in Muri bei Bern eine Grabkapelle.

## Werke
- Panideal. Psychologie der sozialen Gefühle. Mit einem Vorwort von Ernst Mach. Barth, Leipzig 1901
  - „Neue, sehr veränderte und erweiterte Auflage“ als: Panideal. Das Seelenleben und seine soziale Neugestaltung. 2 Bände, Diederichs, Jena 1923
- Wesen und Methoden der sozialen Psychologie. Dissertation Bern 1903
- Welterlebnis. Das religiöse Leben und seine Neugestaltung. 2 Bände, Diederichs, Jena 1928
  - Neuausgabe: Hauptwerke. 2 Bände: Panideal und Welterlebnis. Neu herausgegeben von der Gesellschaft für eine Gesamtkultur. Sauerländer, Aarau 1983
- Heilige Ewigkeit. Dichtung. DVA, Stuttgart 1932
- Nachgelassene Schriften. Zur Psychologie des sozialen Verkehrs – des Kultus – des Schaffens und der Erkenntnis. Niehans, Zürich 1939